# Gąbin
Gąbin é um município da Polônia, na voivodia da Mazóvia e no condado de Płock. Estende-se por uma área de 27,95 km², com 4 127 habitantes, segundo os censos de 2017, com uma densidade de 147 hab/km².